# G7 (E-Sport)
Die G7 war ein Zusammenschluss verschiedener internationaler E-Sport-Clans, vergleichbar mit den G-14 im Fußball. Sie hatte das Ziel, den E-Sport global zu vermarkten und zu fördern. Dies sollte unter anderem durch eine Verbesserung der Kommunikation zwischen den Clans und der Community sowie mit der Verbesserung der Regeln und Richtlinien geschehen. Hierzu wurde mit einigen großen Ligen zusammengearbeitet. Die G7 wurde am 20. April 2006 gegründet. Gründungsmitglieder waren 4Kings, fnatic, Made in Brazil, mousesports, Ninjas in Pyjamas, SK Gaming und Team 3D.
Am 8. August 2006 wurde MeetYourMakers und am 19. Januar 2007 wurde wNv Teamwork in die G7 aufgenommen. Seit dem 2. August 2007 konnte sich auch der polnische Clan PGS Gaming zu den G7 Teams zählen. Ninjas in Pyjamas wurde Ende 2007 zwischenzeitlich aufgelöst. Am 25. Februar 2008 wurden die beiden US-amerikanischen Clans Team 3D und compLexity aus der Organisation ausgeschlossen. Grund des Ausschlusses war die Teilnahme an der Championship Gaming Series beider Teams, wodurch die Autonomie und Unabhängigkeit der beiden Clans verloren ging. Am 6. September 2008 wurde der amerikanische Clan Evil Geniuses in die G7 aufgenommen, allerdings zunächst in einer dreimonatigen Testphase. Wenige Tage später wurden PGS Gaming und 4Kings aus der Vereinigung ausgeschlossen, da diese Clans sich zuletzt nicht mehr aktiv beteiligt hatten. Im Februar 2009 wurde auch wNv Teamwork ausgeschlossen, compLexity schloss sich hingegen im selben Monat wieder an. Seit 2010 ist die Organisation nicht mehr aktiv. Die Webseite g7teams.com ist nicht mehr aufrufbar.

## Ehemalige Mitglieder
- compLexity
- Evil Geniuses
- fnatic
- Made in Brazil
- mousesports
- SK Gaming
- MeetYourMakers
- Ninjas in Pyjamas
- Team 3D
- 4Kings
- PGS Gaming
- wNv Teamwork

## Rankings
Am 19. August 2008 wurden erstmals die G7 Rankings für Counter-Strike veröffentlicht. Dabei handelt es sich um eine Weltrangliste, die auf vergangenen Turnierergebnissen basiert und bei der Punktevergabe insbesondere die Anzahl der teilnehmenden Mannschaften aus den Top 10 der G7-Rankings berücksichtigt. Punkte verfallen im Laufe der Zeit.
Nach dem KODE5-Turnier 2009 konnte fnatic seine Position auf Platz 1 verteidigen und SK Gaming an mtw.dk vorbeiziehen. Die letzte Rangliste in Counter-Strike wurde im Juli 2010 veröffentlicht.
| Rangliste Counter-Strike (Stand 12. Juli 2010) | Rangliste Counter-Strike (Stand 12. Juli 2010) | Rangliste Counter-Strike (Stand 12. Juli 2010) | Rangliste Counter-Strike (Stand 12. Juli 2010) |
| Platzierung                                    | Clan                                           | Punktestand                                    |                                                |
| ---------------------------------------------- | ---------------------------------------------- | ---------------------------------------------- | ---------------------------------------------- |
| 1. Platz                                       | fnatic                                         | 664.29                                         |                                                |
| 2. Platz                                       | SK Gaming                                      | 508.38                                         |                                                |
| 3. Platz                                       | mTw                                            | 478.60                                         |                                                |
| 4. Platz                                       | Natus Vincere                                  | 351.02                                         |                                                |
| 5. Platz                                       | MeetYourMakers                                 | 258.60                                         |                                                |
| 6. Platz                                       | mousesports                                    | 188.80                                         |                                                |
| 7. Platz                                       | H2k Gaming                                     | 78.72                                          |                                                |
| 8. Platz                                       | Evil Geniuses                                  | 64.04                                          |                                                |
| 9. Platz                                       | Made in Brazil                                 | 53.14                                          |                                                |
| 10. Platz                                      | Team Alternate                                 | 43.02                                          |                                                |